# Fergus I Fortamail
Fergus I Fortamail („Silny” lub „Waleczny”) – legendarny zwierzchni król Irlandii z dynastii Milezjan (linia Eremona) w latach 174-162 p.n.e. Syn Bressala Breca („Cętkowanego”), syna Aengusa II Ollama („Uczonego”), zwierzchniego króla Irlandii.
Miał, według średniowiecznej irlandzkiej legendy i historycznej tradycji, objąć władzę po pokonaniu i zabiciu swego poprzednika oraz kuzyna, Eochaida VIII Ailtlethana, w bitwie. Są rozbieżności w źródłach, co do czasu jego rządów. Roczniki Czterech Mistrzów podały jedenaście, zaś Księga najazdów Irlandii („Lebor Gabála Érenn”) podała dwanaście lat i pół roku rządów. Zginął z ręki  Aengusa Tuirmecha Temracha, mściciela śmierci ojca oraz nowego zwierzchniego króla Irlandii, w bitwie pod Teamhair (Tara). Pozostawił po sobie syna Fedlimida Fortuina („Fortunę”), a przez niego wnuka Crimthanna Cosgracha („Zwycięskiego”), przyszłego zwierzchniego króla Irlandii.